# 女神と中出し新婚生活! シリーズ
『女神と中出し新婚生活! シリーズ』（めがみとなかだししんこんせいかつシリーズ）は、日本のアダルトゲームブランド・Nornが発売したノベルゲーム形式のシリーズ作品の一つである。公式にシリーズ名が設定されているわけではなく、作品タイトルに規則性があるわけでもないが、登場人物が共通していることや、DMM.R18のサイト内でシリーズ名が付いていることから、シリーズ名をつけることとする。

## 概要
過去Nornから発売された女神3部作や魔界プリンセスシリーズ、この後発売される南国王宮子作りシリーズ同様、3人のヒロインから各タイトルごとに1人ずつをピックアップした内容となっている。ストーリーの序盤はどのタイトルも共通している。なお、女神3部作のようなハーレムエンドを描写した後日談は存在しない。

### 各タイトルの発売日
本シリーズに該当する作品のタイトルと発売日は以下の通りである。
- 凛々しき武神玲羽と甘ラブ中出し生活！～私と子を為してくれ…恩義にはこの身体で誠心誠意応えよう～[2]

ダウンロード版　2009年8月7日　パッケージ版　2009年9月18日
- 麗しの聖女神セシルを救う中出し新婚生活！～甘えていいから…貴方の子種をたくさん子宮に注いで？～[3]

ダウンロード版　2009年9月4日　パッケージ版　2009年10月9日
- お稲荷さまとダダ甘子作り婚～抜いちゃダメ！たくさん出してお姉さんの子宮いっぱいにしてくださいね♪～～[4]

ダウンロード版　2009年9月18日　パッケージ版　2009年10月23日

## ストーリー
神族の血をひく主人公の八千草拓馬は、ある日神主を務める祖父に呼び出される。なんでも、神様が負の気の影響を受けており、それを浄化してほしいというのだ。拓馬は、3人の神様の中から一人を選び、浄化のための子作りをすることになるのだった。

## 登場人物
各ヒロインともキャストは不明
八千草 拓馬（やちぐさ たくま）
主人公。ごく普通の大学生だったが、祖父の命を受け神様と浄化子作りをすることになる。
玲羽（れいう）
武神。もともとは古代の英雄で、神格化され転生した。生真面目で義理堅い性格の持ち主。
セシル（せしる）
かつて聖女とたたえられた女神。母性本能あふれる優しさで主人公を包み込むが、やや冷たい側面もある。
幽狐（ゆうこ）
この神社の稲荷神。拓馬が幼いころから人型で現れており、拓馬にとっては姉的存在。

## スタッフ
※いずれも3作品共通である。
- 原画 綾瀬はづき
- シナリオ leimonZ